# 서정갑 (1914년)
서정갑(徐廷甲, 1914년 7월 14일 ~ 1992년?)은 충청남도 보령시 출신의 대한민국의 법학자, 대학교수이다. 본관은 달성이고, 남포면 양항리 출신이다. 사위는 언론학자 최진우이다. 일본 경도제국대학(京都帝國大學) 법학부를 졸업하고 1949년 연희대학교 법정대학 교수, 1958년 서울대학교 상과대학 부교수 1963년부터 동국대학교 법정대 교수, 도서관장으로 근무하였으며 국문학과 교수로 있던 미당 서정주와 같이 1979년 8월 31일에 퇴임하였다. 1962년에는 고등고시 행정과 시험위원, 1964년, 1966년에는 사법고시 시험위원을 역임하였다. 저서로 『상법총칙(商法總則)』『신상법(新商法)』 등 다수가 있다. 대한민국 상법학계의 초기 역사의 주요 인물이다.

## 경력
- 1949년 : 연희대학교 법정대학 교수
- 1958년 : 서울대학교 상과대학 부교수
- 1963년 : 동국대학교 법정대 교수

## 유가증권법리의 특수연구
1966년부터 아시아재단 연구보조비로 연구를 계속하여 '유가증권상의 권리의 표도'라는 논문을 서울대학교법학부연구소 '법학'지에 발표하였고, 박사학위 논문으로 '유가증권법리의 특수연구'를 썼다. 유가증권 분야에서는 이 논문이 최초로 평가받고 있다.

## 제자
서원대학교 법학과 김진봉, 서울대학교 이정호 교수 가 있으며 1986년 3월 24일 후학들이 기념논문집 '상법학의 현대적 과제'를 서울 앰배서더호텔 19층에서 봉정하였다.

## 저서
- 상법총칙(商法總則)
- 新商法(신상법)
- 新會社法(신회사법)
- 新(신)어음
- 手票法(수표법)

## 논문
- 株式會社(주식회사) 최저 資本額(자본액)의 法定(법정)
- 유가증권법리(有價證券法理)에 관한 연구[15]
- 어음행위 독립의 원칙
- 이사(理事)와 대표이사(代表理事)
- 어음의 위조(僞造)[16]

## 기타 저술
- 상법개정시안을보고 <5> 주식 배당과 양도[17]
- 도서관유감[1963년)
- 명실부상부(1973년)